# University of Greenwich
University of Greenwich – brytyjska uczelnia publiczna z siedzibą w Londynie, gdzie znajdują się dwa z trzech kampusów uczelni. Posiada również filie w Chatham w hrabstwie Kent. Uczelnia wywodzi się z Woolwich Polytechnic – jednej z najstarszych politechnik w Wielkiej Brytanii. Status uniwersytetu uczelnia uzyskała w 1992 roku.

## Charakterystyka
Uniwersytet wywodzi się z powstałej w 1890 roku Woolwich Polytechnic – drugiej najstarszej politechniki w Wielkiej Brytanii (po Royal Polytechnic Institution z 1838 roku będącej dziś częścią University of Westminster). Początkowo budynki Woolwich Polytechnic łączyły świecką edukację z funkcjami religijnymi. W latach 70. i 80. XX wieku nastąpiło szereg połączeń londyńskich instytucji akademickich i badawczych: – do Woolwich Polytechnic włączono Hammersmith College of Art & Building, tworząc Thames Polytechnic; – w 1976 roku dołączono Dartford College; – w 1985 roku Avery Hill College of Education; – dwa lata później Garnett College oraz części Goldsmiths College; – w 1988 roku City of London College. W 1992 roku Thames Polytechnic uzyskała status uniwersytetu, a rok później zmieniła nazwę na obecną. Po uzyskaniu statusu uniwersyteckiego do uczelni włączono jeszcze Thames College of Health Care Studies i Natural Resources Institute (wcześniej rządowy). Najstarszy kampus uniwersytetu znajduje w Old Royal Naval College – na terenie dawnego pałacu króla Henryka VIII, późniejszej uczelni marynarki brytyjskiej, której duża część wpisana jest na listę światowego dziedzictwa UNESCO. W Londynie istnieje również nowszy kampus uniwersytetu, ukończony w 1998 roku – Avery Hill Campus. Oba znajdują się w Royal Borough of Greenwich. Główne obszary tematyczne uniwersytetu to: architektura, biznes, informatyka, matematyka, edukacja, inżynieria, studia morskie, nauki przyrodnicze, farmacja. Studia zorganizowano w ramach czterech wydziałów:
- Engineering and Science;
- Education and Health;
- Liberal Arts and Sciences;
- Business School.

Wśród absolwentów Greenwich jest dwóch laureatów Nagrody Nobla. W 2019 uniwersytet otrzymał nagrodę Queen's Anniversary Prize za „badania nad zwalczaniem szkodników i zwalczaniem chorób ludzi i zwierząt w Wielkiej Brytanii i na świecie”. W 2019 roku, roczny budżet uczelni wynosił prawie 215 milionów funtów a na UoG studiowało 19825 studentów, w tym 11185 kobiet.